# Lista de turnês e concertos de Shakira

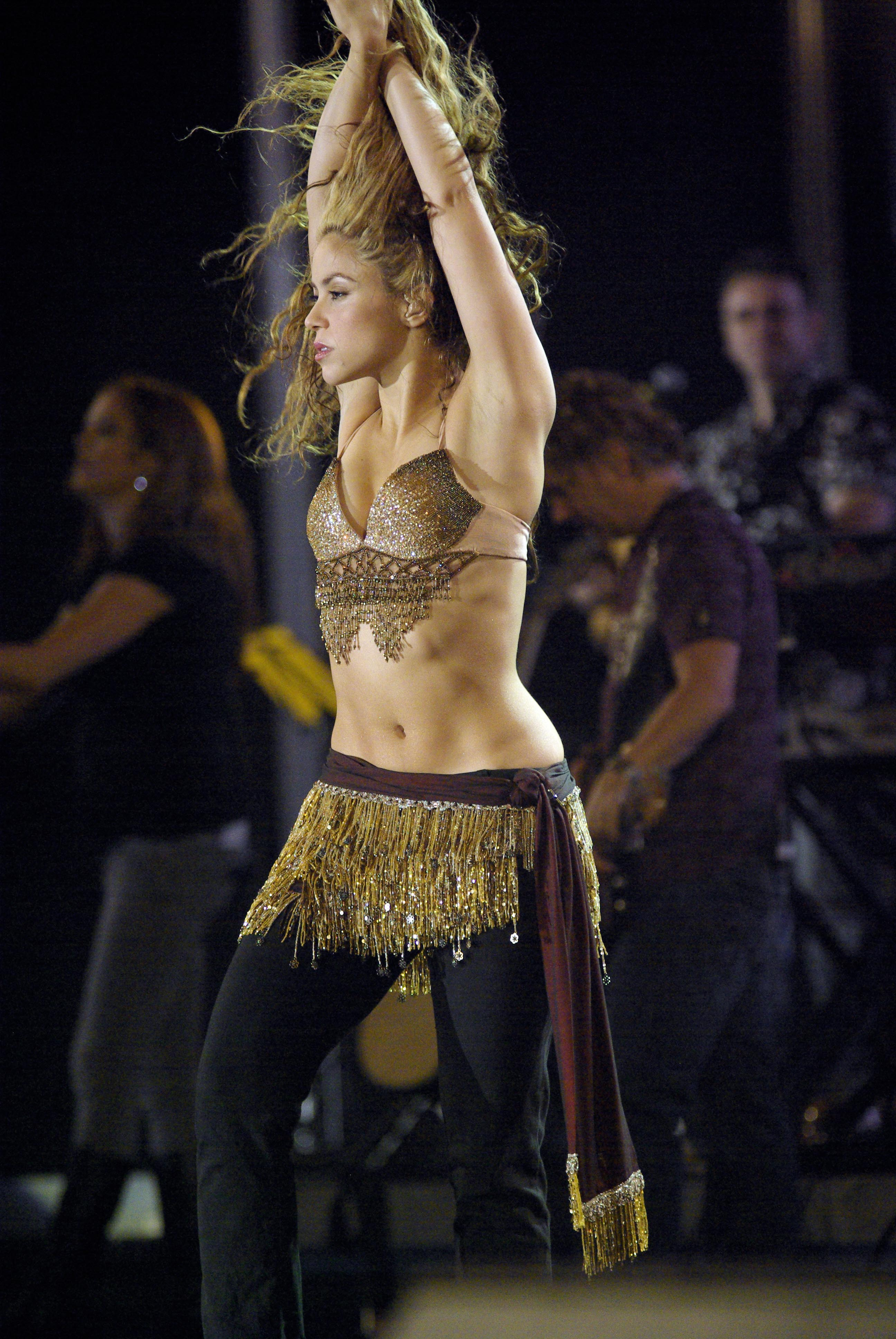
Shakira durante o Rock in Rio em 2008.

A cantora e compositora colombiana Shakira embarcou em seis turnês.

## Turnês
| Ano | Título                              | Duração                                                              | Número de performances |
| --- | ----------------------------------- | -------------------------------------------------------------------- | ---------------------- |
| 1996–97 | Tour Pies Descalzos                 | 27 de fevereiro de 1996 a 9 de outubro de 1997 (América & Europa)    | 74                     |
| A Tour Pies Descalzos foi a turnê de estreia de Shakira. Promoveu seu terceiro álbum, Pies Descalzos. A turnê visitou apenas a América Latina, América do Norte e Europa (apenas 2 shows na Espanha), com Shakira realizando 60 shows ao todo. |                                     |                                                                      |                        |
| 2000 | Tour Anfibio                        | 21 de março a 12 de maio de 2000 (América)                           | 21                     |
| A turnê Anfibio foi a segunda turnê de Shakira. Promoveu seu quarto álbum de estúdio, ¿Dónde Están Los Ladrones?. A turnê visitou apenas a América Latina e a América do Norte, com Shakira realizando 21 shows ao todo. |                                     |                                                                      |                        |
| 2002–03 | Tour of the Mongoose                | 8 de novembro de 2002 a 11 de maio de 2003 (Estados Unidos & Europa) | 61                     |
| A Mongoose Tour foi a terceira turnê de Shakira e a segunda, que visitou a América do Norte, América Latina e Europa (desta vez mais shows). Promoveu seu quinto álbum de estúdio, Laundry Service. A turnê visitou a Europa, América do Norte e América do Sul, com Shakira realizando 61 shows através dela. Esta turnê contém um álbum ao vivo intitulado Live & off the Record.           |                                     |                                                                      |                        |
| 2006–07 | Oral Fixation Tour                  | 14 de junho de 2006 a 9 de julho de 2007 (Mundialmente)              | 116                    |
| A Oral Fixation Tour foi a quarta turnê de Shakira. Promoveu seu sexto e sétimo álbuns de estúdio, Fijación Oral Vol. 1 e Oral Fixation Vol. 2. A turnê visitou a Europa, América do Norte, América do Sul, África e Ásia, com Shakira realizando 116 shows através dela. A turnê contém um título de álbum ao vivo, como a turnê intitulada Oral Fixation Tour.                              |                                     |                                                                      |                        |
| 2010–11 | The Sun Comes Out World Tour        | 15 de setembro de 2010 a 15 de outubro de 2011 (Mundialmente)        | 108                    |
| A Sun Comes Out World Tour foi a quinta turnê mundial da Shakira. Promoveu seu oitavo e nono álbum de estúdio, She Wolf e Sale el Sol. A turnê visitou a América do Norte, Europa, América do Sul, África e Ásia, com Shakira realizando 108 shows através dela. A turnê contém o título de um álbum ao vivo Shakira: Live from Paris.                                                        |                                     |                                                                      |                        |
| 2018 | El Dorado World Tour                | 3 de junho a 3 de novembro de 2018 (Mundialmente)                    | 55                     |
| A El Dorado World Tour é a terceira turnê mundial da Shakira. Promoveu seu décimo e décimo primeiro álbuns de estúdio, Shakira e El Dorado. Shakira anunciou que a turnê vai visitar a América do Norte, Europa, América do Sul e Ásia. Todas as datas européia, norte-americana e asiática já foram lançadas. O primeiro show começará em Hamburgo, Alemanha em 3 de junho de 2018..         |                                     |                                                                      |                        |
| 2025 | Las Mujeres Ya No Lloran World Tour | 11 de fevereiro a 30 de junho de 2025 (América)                      | 45                     |
| A Las Mujeres Ya No Lloran World Tour é a sétima turnê de Shakira, em apoio ao seu décimo segundo álbum de estúdio, Las Mujeres Ya No Lloran (2024). A turnê em estádios começou em 11 de fevereiro de 2025, no Estádio Olímpico Nilton Santos, no Rio de Janeiro, Brasil, e atualmente está prevista para encerrar em 30 de junho de 2025, no Oracle Park, em San Francisco, Estados Unidos. |                                     |                                                                      |                        |

## Concertos notáveis
| Ano | Título                        | Datas                                           | Formato (s) de lançamento              |
| --- | ----------------------------- | ----------------------------------------------- | -------------------------------------- |
| 1999 | MTV Unplugged                 | 12 de agosto de 1999 (Cidade de Nova Iorque)    | DVD/álbum ao vivo (veja MTV Unplugged) |
| Shakira realizou um concerto exclusivo no Grand Ballroom, no, Manhattan Center Studios na Cidade de Nova Iorque, Esse show é parte da série de concertos ao vivo da MTV Unplugged.                                                                                     |                               |                                                 |                                        |
| 2006 | Rock in Rio                   | Junho de 2006 (Portugal)                        | ---                                    |
| A primeira apresentação de Shakira durante o festival, este concerto faz parte da Oral Fixation Tour. |                               |                                                 |                                        |
| 2008 | Shakira: ao vivo em Abu Dhabi | 31 de dezembro de 2008 (Emirados Árabes Unidos) | ---                                    |
| A primeira apresentação de Shakira em Abu Dhabi, Emirados Árabes Unidos durante o evento do ano novo, embora o repertório e os figurinos sejam os mesmos, este concerto não faz parte da Oral Fixation Tour, a gravação deste show foi mostrada na televisão nacional. |                               |                                                 |                                        |
| 2008 | Rock in Rio, Madrid           | Junho de 2008 (Espanha)                         | ---                                    |
| A segunda apresentação de Shakira durante o festival, embora o repertório e os figurinos sejam os mesmos, este concerto não faz parte da Oral Fixation Tour. |                               |                                                 |                                        |
| 2010 | Rock in Rio, Madrid e Lisboa  | Junho de 2010 (Espanha e Portugal)              | ---                                    |
| A terceira apresentação de Shakira durante o festival, durante esta performance, Shakira anuncia seu sétimo álbum de estúdio, Sale el Sol, também Shakira se apresentou pela primeira vez em "Sale el Sol" e "Gordita" com a Calle 13.                                 |                               |                                                 |                                        |
| 2010 | Festival de Glastonbury       | 26 de junho de 2010 (Inglaterra)                | ---                                    |
| A primeira apresentação de Shakira durante o festival, durante essa performance, Shakira tocou "Islands" do The xx, incluída em seu álbum de estúdio "Sale el Sol". |                               |                                                 |                                        |

## Canções tocadas em cada tour
|  | Interpretado durante toda a turnê                  |
|  | Interpretado apenas em algumas das partes da turnê |
|  | Interpretado apenas em uma data selecionada        |

| Título da canção                                  | Tour Pies Descalzos | Tour Anfibio | Tour of the Mongoose | Oral Fixation Tour | The Sun Comes Out World Tour |
| ------------------------------------------------- | ------------------- | ------------ | -------------------- | ------------------ | ---------------------------- |
| Magia                                             | ✓                   | —            | —                    | —                  | —                            |
| Tú Serás la Historia De Mi Vida                   | ✓                   | —            | —                    | —                  | —                            |
| Estoy Aquí                                        | ✓                   | ✓            | ✓                    | ✓                  | ✓                            |
| ¿Dónde Estás Corazón?                             | ✓                   | ✓            | —                    | —                  | —                            |
| Pies Descalzos, Sueños Blancos                    | ✓                   | ✓            | —                    | ✓                  | —                            |
| Un Poco de Amor                                   | ✓                   | —            | ✓                    | —                  | —                            |
| Antología                                         | ✓                   | ✓            | —                    | ✓                  | —                            |
| Se Quiere, Se Mata                                | ✓                   | —            | —                    | —                  | —                            |
| Quiero                                            | ✓                   | —            | —                    | —                  | —                            |
| Te Necesito                                       | ✓                   | —            | —                    | —                  | —                            |
| Te Espero Sentada                                 | ✓                   | —            | —                    | —                  | —                            |
| Vuelve                                            | ✓                   | —            | —                    | —                  | —                            |
| Pienso en ti                                      | ✓                   | —            | —                    | —                  | ✓                            |
| Ciega, Sordomuda                                  | —                   | ✓            | ✓                    | ✓                  | ✓                            |
| Tú                                                | —                   | ✓            | ✓                    | —                  | —                            |
| Inevitable                                        | —                   | ✓            | ✓                    | ✓                  | ✓                            |
| Ojos Así                                          | —                   | ✓            | ✓                    | ✓                  | ✓                            |
| Moscas en la casa                                 | —                   | ✓            | —                    | —                  | —                            |
| Si Te Vas                                         | —                   | ✓            | ✓                    | ✓                  | ✓                            |
| No Creo                                           | —                   | ✓            | —                    | —                  | —                            |
| Octavo Día                                        | —                   | ✓            | ✓                    | —                  | —                            |
| ¿Dónde Están los Ladrones?                        | —                   | ✓            | ✓                    | —                  | —                            |
| Sombra de ti                                      | —                   | ✓            | —                    | —                  | —                            |
| Alfonsina y el Mar                                | —                   | ✓            | —                    | —                  | —                            |
| Whenever, Wherever / Suerte                       | —                   | —            | ✓                    | ✓                  | ✓                            |
| Underneath Your Clothes                           | —                   | —            | ✓                    | ✓                  | ✓                            |
| Te Dejo Madrid                                    | —                   | —            | ✓                    | ✓                  | ✓                            |
| Objection / Te Aviso, Te Anuncio (Tango)          | —                   | —            | ✓                    | —                  | —                            |
| Que Me Quedes Tú                                  | —                   | —            | ✓                    | —                  | —                            |
| The One                                           | —                   | —            | ✓                    | —                  | —                            |
| Poem to a Horse                                   | —                   | —            | ✓                    | —                  | —                            |
| Fool                                              | —                   | —            | ✓                    | —                  | —                            |
| Rules                                             | —                   | —            | ✓                    | —                  | —                            |
| Ready for The Good Times                          | —                   | —            | ✓                    | —                  | —                            |
| Dude (Looks Like a Lady)                          | —                   | —            | ✓                    | —                  | —                            |
| Back in Black                                     | —                   | —            | ✓                    | —                  | —                            |
| La Tortura                                        | —                   | —            | —                    | ✓                  | ✓                            |
| No                                                | —                   | —            | —                    | ✓                  | —                            |
| Don't Bother                                      | —                   | —            | —                    | ✓                  | —                            |
| Día de Enero                                      | —                   | —            | —                    | ✓                  | —                            |
| Hips Don't Lie                                    | —                   | —            | —                    | ✓                  | ✓                            |
| La Pared                                          | —                   | —            | —                    | ✓                  | —                            |
| Illegal                                           | —                   | —            | —                    | ✓                  | —                            |
| Las De La Intuición                               | —                   | —            | —                    | —                  | ✓                            |
| Obtener Un Sí                                     | —                   | —            | —                    | ✓                  | —                            |
| Día Especial                                      | —                   | —            | —                    | ✓                  | —                            |
| Hey You                                           | —                   | —            | —                    | ✓                  | —                            |
| Animal City                                       | —                   | —            | —                    | ✓                  | —                            |
| El Nay A'atini Nay                                | —                   | —            | —                    | ✓                  | ✓                            |
| She Wolf / Loba                                   | —                   | —            | —                    | —                  | ✓                            |
| Gypsy / Gitana                                    | —                   | —            | —                    | —                  | ✓                            |
| Why Wait / Años Luz                               | —                   | —            | —                    | —                  | ✓                            |
| Waka Waka (This Time For Africa / Esto Es África) | —                   | —            | —                    | —                  | ✓                            |
| Loca                                              | —                   | —            | —                    | —                  | ✓                            |
| Sale el Sol                                       | —                   | —            | —                    | —                  | ✓                            |
| Antes de las seis                                 | —                   | —            | —                    | —                  | ✓                            |
| Gordita                                           | —                   | —            | —                    | —                  | ✓                            |
| Nothing Else Matters / Despedida                  | —                   | —            | —                    | —                  | ✓                            |
| Je L'Aime À Mourir                                | —                   | —            | —                    | —                  | ✓                            |
| País Tropical                                     | —                   | —            | —                    | —                  | ✓                            |

## Galeria de fotos

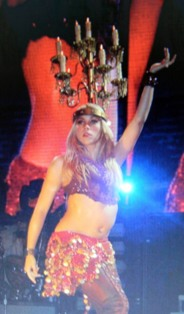
Shakira performando durante a Tour of the Mongoose
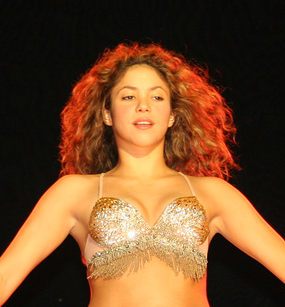
Shakira performando durante a Oral Fixation Tour
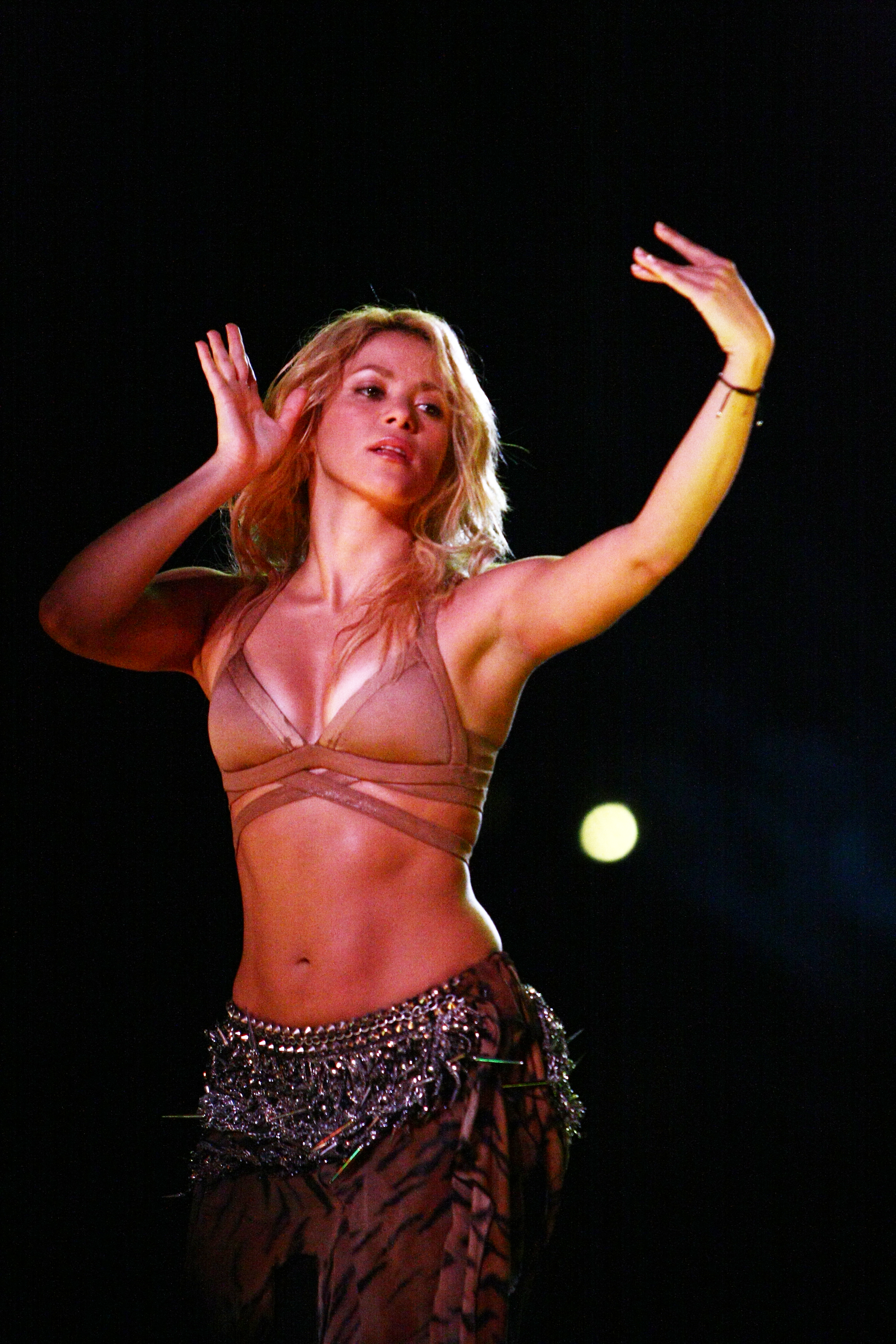
Shakira performando durante a The Sun Comes Out World Tour

- Lack of a Tour Pies Descalzos image.